# Jacques de Tourreil
Jacques de Tourreil (* 18. November 1656 in Toulouse; † 11. Oktober 1714 in Paris) war ein französischer Jurist, Gräzist, Übersetzer und Mitglied der Académie française.

## Leben und Werk

### Redner, Übersetzer und Mitglied zweier Akademien
Jacques de Tourreil entstammte einer Toulouser Juristenfamilie. Im Jesuitenkolleg lernte er Altgriechisch und erwies sich früh als begabter Redner. Nach weiteren juristischen und philologischen Studien in Paris gewann er 1681 und 1683 den Rhetorikpreis der Académie française und machte sich, zur Vervollkommnung seiner Beredsamkeit, an das Studium der Reden des Demosthenes. 1691 wurde seine Demosthenes-Übersetzung ein Publikumserfolg. Er wurde in die Académie des Inscriptions et Belles-Lettres (damals noch unter dem Namen Petite Académie oder Académie des médailles) aufgenommen und 1692 in die Académie française (Sitz Nr. 40). Da er dort zu den am meisten geschätzten Rednern gehörte, wurde er 1694 beauftragt, das endlich fertig gewordene Wörterbuch der Akademie bei Hofe vorzustellen. In Erfüllung dieser Pflicht hielt er insgesamt 32 verschiedene Ansprachen (sog. „compliments“). Inzwischen war er beim allmächtigen Kanzler Louis II. Phélypeaux de Pontchartrain (1643–1727), genannt Pontchartrain, als Lehrer seines Sohnes Jérôme Phélypeaux de Pontchartrain (1674–1747) angestellt worden und schrieb für seinen Schüler die Essais de jurisprudence (1694). Als seine preziöse und etwas affektierte Sprache auf Kritik stieß, stand er nicht an, den Text wieder vorzunehmen und in klassischere Form zu bringen.

### Entwicklung seiner Übersetzungsstrategie
Dasselbe Verfahren der unermüdlichen Textverbesserung wandte er auf seine Übersetzungsarbeit an. 1701 legte er seine Demosthenes-Übersetzung in einer erweiterten Neufassung vor, und auch an diesem Text feilte er (gestützt auf Textkritik) bis an sein Lebensende, sodass sein Freund, der Jesuit Guillaume Massieu, sieben Jahre nach seinem Tod eine letzte, um gelehrte Bemerkungen bereicherte Fassung herausgeben konnte (im Rahmen der gesammelten Werke). Dabei ging die Bewegung seines Stils von der ursprünglichen Zieltextorientierung (im Sinne der „belles infidèles“) zur stärkeren Gewichtung des Ausgangstextes. Während Racine über die ersten Fassungen noch gespottet hatte: Ah le bourreau! Il fera tant qu’il donnera de l’esprit à Demosthène! (So macht man einen Text kaputt ! Der bringt auch noch einen Demosthenes zum Geistreicheln!), bemühte sich die letzte Fassung um Nähe zum charakteristischen Stil des Originals.

### Rezeption
Tourreil fand in Georges Duhain (1860–1934) einen einfühlsamen Biographen, der sein lebenslanges Engagement im Dienste der Übersetzung aus dem Altgriechischen in den zeitgeschichtlichen Kontext einzureihen und zu würdigen wusste und damit das Negativbild überwand, das Racines abfällige Bemerkung (französisch: le mot qui tue) bei der Nachwelt hinterlassen hatte.

## Werke
- (Übersetzer) Harangues de Demosthene. Avec des Remarques. Antoine Dezallier, Paris 1691.
- Essais de jurisprudence. Coignard, Paris 1694.
- (Übersetzer) Philippiques de Demosthene avec des remarques. Den Haag 1701.
- (mit anderen) Médailles sur les principaux évènements du règne entier de Louis-le-Grand, avec des explications historiques. Paris 1702, 1723. (Schrift der Académie des Inscriptions et Belles-Lettres)
- Œuvres de Monsieur de Tourreil, de L’Académie Royale des Inscriptions et Belles Lettres et l’un des Quarante de L’Académie Françoise. 4 Bde/2 Bde. Michel Brunet, Paris 1721. (Hrsg. Guillaume Massieu)